# Megaselia ventralis
Megaselia ventralis är en tvåvingeart som beskrevs av Borgmeier 1963. Megaselia ventralis ingår i släktet Megaselia och familjen puckelflugor.
Artens utbredningsområde är Arizona. Inga underarter finns listade i Catalogue of Life.